# Dorottya utca

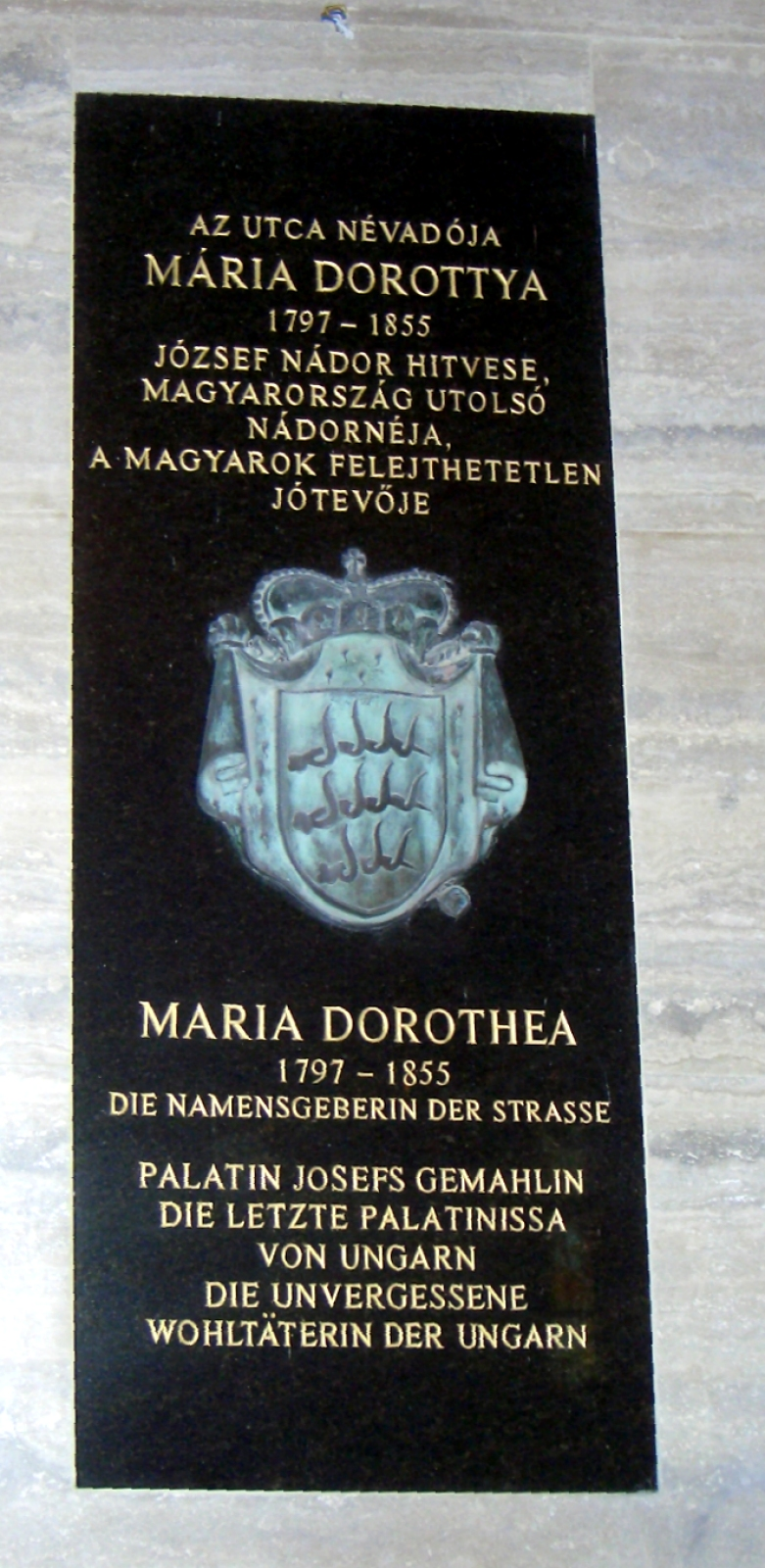
Mária Dorottya württembergi hercegnő kétnyelvű emléktáblája

A Dorottya utca Budapest V. kerületében, a Vörösmarty tér és a Széchenyi István tér között húzódik. Tulajdonképpen a Váci utca folytatása, benne bankok, vállalatok székházai. A nevét Mária Dorottya württembergi hercegnőről, József nádor harmadik feleségéről kapta az 1920-as években. A Dorottya utca Kazinczy Ferenc szerint Pest legszebb utcája volt. A második világháborúban jelentős károkat szenvedett.
A 2. sz. ház falán, a tér sarkán württembergi hercegi címerrel díszített emléktáblát helyeztek el kétnyelvű (magyar és német) szöveggel: „Az utca névadója Mária Dorottya (1797–1855), József nádor hitvese, Magyarország utolsó nádornéja, a magyarok felejthetetlen jótevője”. A tábla avatásán jelen volt Habsburg Mihály főherceg, Mária Dorottya dédunokája, Habsburg György főherceg, Habsburg Ottó legifjabb fia, aki Magyarországon él, továbbá D. Szebik Imre, a Magyarországi Evangélikus Egyház elnök-püspöke és a nádorné által alapított budavári evangélikus gyülekezet tagjai.
Az utca fontosabb épületei:
- 3. szám: háromemeletes saroklakóház. Hild József építette romantikus stílusban Lyka Anasztáz számára. Kapualja keresztboltozatos, udvarán klasszicista stílusú rácsos függőfolyosók vannak. Romárik Dénes tervei alapján állították helyre 1955-ben.
- 6. szám: Wurm-udvar (ma Palazzo Dorottya), az Apáczai Csere János utca 15. szám hátsó traktusa. Ma irodaház és lakások vannak benne.
- 8. szám: Medgyaszay István által 1914-ben épített irodaház
- 9. szám: Lakóház, amit Ágoston Emil épített 1910-ben.
- 11. szám: háromemeletes klasszicista stílusú lakóház. Eredetileg Pollack Mihály tervei alapján épült kétszintesre 1822-ben Kardetter Lipót részére. A kapualja eredeti klasszicista kazettás boltozatú, udvari kútja is van. 1885-ben építették rá az eklektikus stílusú harmadik emeletet. Az 1860-as években ebben a házban volt Engerth Vilmos műegyetemi tanár építészeti és szabadkézi rajziskolája. A földszintet a világháború után, 1953-ban állította helyre eredeti tervek alapján Horler Miklós.